# Психіатричний заклад
Психіатри́чний за́клад — це психоневрологічний, наркологічний чи інший спеціалізований заклад, центр, відділення тощо всіх форм власності, діяльність яких пов'язана з наданням психіатричної допомоги.

## Психіатричні заклади в Україні
| № | Назва                                                                            | Область                  | Населений пункт |
| - | -------------------------------------------------------------------------------- | ------------------------ | --------------- |
| 1 | Кирилівська психіатрічна лікарня                                                 | Київська область         | Київ            |
| 2 | Львівська обласна клінічна психіатрична лікарня                                  | Львівська область        | Львів           |
| 3 | Миколаївська обласна психіатрична лікарня №1                                     | Миколаївська область     | Миколаїв        |
| 4 | Миколаївська обласна психіатрична лікарня №2                                     | Миколаївська область     | Сапетня         |
| 5 | Полтавська обласна психіатрична клінічна лікарня імені Олександра Мальцева       | Полтавська область       | Полтава         |
| 6 | Українська психіатрична лікарня з суворим наглядом                               | Дніпропетровська область | Дніпро          |
| 7 | Дніпропетровська обласна клінічна багатопрофільна лікарня психіатричної допомоги | Дніпропетровська область | Дніпро          |